# Contigaspis coimbatorensis
Contigaspis coimbatorensis är en insektsart som beskrevs av Borchsenius och Williams 1963. Contigaspis coimbatorensis ingår i släktet Contigaspis och familjen pansarsköldlöss. Inga underarter finns listade i Catalogue of Life.